# Eliusa de Altavilla

Escudo de armas de la casa de Altavilla.

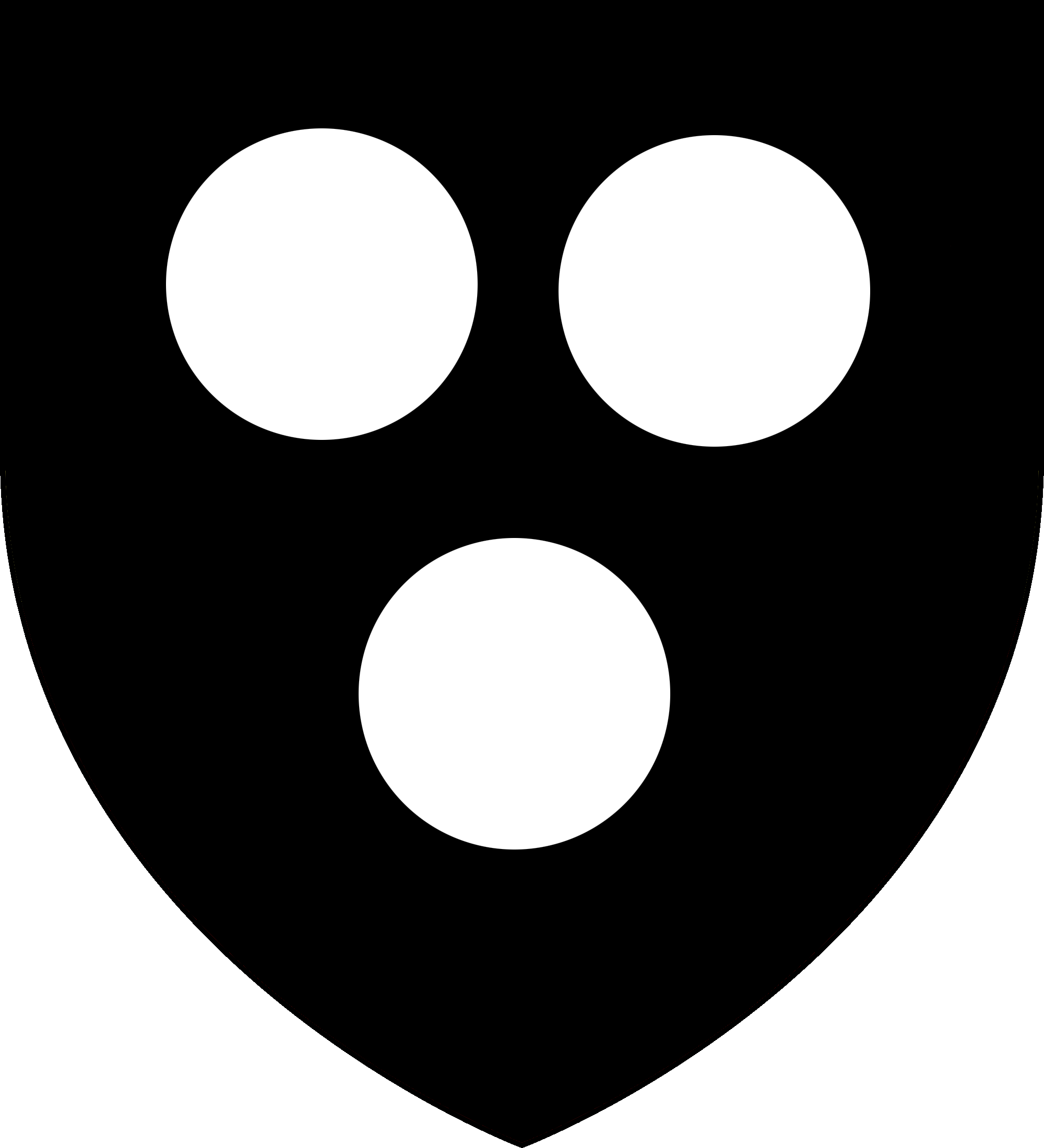
Escudo de armas de la casa de Buornonville antes de la I cruzada.

Eliusa de Altavilla (siglo XI) fue la II condesa de Geraci (Sicilia), titulada en 1073, tras la muerte de su padre un año antes, ya que fue la única descendiente.

## Biografía
Está considerada como el origen del linaje normando y del marquesado de Irache.
En 1095 se casó con su pariente y deudo Ruggero de Barnaville (m. 1098, cerca de Antioquía, en el transcurso de la primera cruzada), noble normando hijo de Gérard, señor de Bournonville y su esposa, Eleburge de Selles.
En la iglesia de la santísima Trinidad de Geraci hay una inscripción que reza: Rogerius de Barnavilla, assentiente Eliusa uxore dedit in territorio Geracii in Sicilia ecclesiam Sanctae Trinitatis cum terris, vineris et sex villanis.

## Títulos
- II Condesa de Geraci.

## Línea de sucesión en el condado de Geraci
| Predecesor: Serlóne II de Altavilla | II Condesa de Geraci 1073-? | Sucesor: Reynaldo de Barnaville |